# Dendrobium cyclobulbon
Dendrobium cyclobulbon är en orkidéart som beskrevs av Rudolf Schlechter. Dendrobium cyclobulbon ingår i släktet Dendrobium, och familjen orkidéer. Inga underarter finns listade i Catalogue of Life.